# Луизианская история
«Луизианская история» (англ. Louisiana Story) — 78-минутный чёрно-белый американский фильм, снятый Робертом Дж. Флаэрти. Часто жанр «Луизианской истории» ошибочно определяют как документальный, хотя события и персонажи в нём являются вымышленными. Фильм был создан по заказу Standard Oil Company для продвижения своих буровых предприятий в бухте Луизианы. Входит в список фильмов, выбранных Национальным советом США по сохранности фильмов для хранения в Библиотеке Конгресса.

## Сюжет
В центре внимания — ещё нетронутая и первозданная природа заболоченного острова Эвери (англ.) в штате Луизиана, где проживает каджунская семья Латур. Для их сына (Александр Наполеон Улисс Ле Тур) нет ничего увлекательнее, чем плавание на пироге по водному пространству, населяемому зубастыми аллигаторами вместе со своим другом енотом Йо-Йо. Отважный мальчик очень наивен — он верит в ундин с зелёными волосами и красноглазых патлатых оборотней, а за пазухой прячет мешочек с солью «от злых духов». В отличие от своего сына, его отец оказывается более практичным — он разрешает компании добывать нефть на заднем дворе своего дома. И, как полагается фильму, заказанному Standard Oil Company, все проходит успешно: буровая установка и дружественные бурильщики быстро уходят, оставляя после себя феноменально чистую окружающую среду и богатую семью Латур. Конфликт обеспечивается ни вмешательством нефтяной компании в экологию Луизианы, а присутствием гигантского аллигатора, который, как все полагают, съел любимого енота Александра Наполеона Улисса Ле Тура.
Беспрерывное стремительное развитие цивилизации не оставляет никаких шансов обособленным от неё этническим единицам. И Флаэрти, успевший не один раз запечатлеть на плёнку неповторимую первобытность человечества, очевидно, принял это во внимание при работе над своим последним фильмом. «Луизианская история» продолжает исследование режиссёра в сфере отношений человека и окружающей его среды, начатого ещё с 1922 года («Нанук с Севера»). По словам Жиля Делёза, «Флаэрти срисовывает с натуры столкновение со средой».

## Производство
В фильме играют непрофессиональные местные актёры, которые не имеют никакого отношения к субэтнической группе каджунов.
В 1952 году фильм был переиздан с новым названием «Каджуны».

## В ролях
- Жозеф Будро — Александр Наполеон Улисс Ле Тур
- Лионель Ле Блан — отец
- Э. Бьенвеню — мать
- Фрэнк Харди — бурильщик
- С. П. Гедри — истопник
- Оскар Дж. Йарброу — лизингодатель нефтяной компании

## Съемочная группа
- Режиссёр: Роберт Дж. Флаэрти
- Авторы сценария: Фрэнсис Х. Флаэрти, Роберт Дж. Флаэрти
- Оператор: Ричард Ликок
- Композитор: Вирджил Томсон
- Продюсер: Хелен ван Донген, Роберт Дж. Флаэрти, Ричард Ликок
- Монтажёр: Хелен ван Донген

## Реакция
«У фильма есть все: тонкая привлекательная история, моменты мучительного ожидания, яркая атмосфера и превосходная кинематографичность.» — Variety
В 1994 году Библиотека Конгресса США выбрала «Луизианскую историю» для сохранения в Национальном реестре фильмов США как «культурно, исторически или эстетически значимую».
Фильм также вошел в десятку лучших в первом опросе Британского института кино в 1952 году.
В 2006 году группа студентов из Университета штата Луизианы сняли короткометражку «Revisiting Flaherty’s Louisiana Story», исследующую наследие фильма Флаэрти 1948 года.

## Награды и номинации
Награды:
- 1949 год Британская академия — лучший документальный фильм.
- 1949 год Вирджил Томсон (композитор) получил Пулитцеровскую премию за саундтрек к «Луизианской истории» (который был основан на мелодиях каджунов и исполнен Филадельфийской симфонией). До 2016 года это была единственная Пулитцеровская премия, присуждаемая за саундтрек.

Номинации:
- В 1949 году фильм был номинирован на Оскар за лучший сценарий игрового фильма.
- В 2005 году Лучшая музыка в американских фильмах за 100 лет по версии AFI.

### Рецензии
- Louisiana Story review New Yorker
- ' Luisiana Story,' a Flaherty Film About a Boy in the Bayou Country, at the Sutton
- Louisiana Story review by Variety
- Louisiana Story review by Empire
- Louisiana Story review by DVD-journal